# Copolymeer

Vormen van polymeren: 1=homopolymeer (op basis van één enkel monomeer); 2=afwisselend copolymeer; 3=statistisch copolymeer; 4=blokcopolymeer; 5=entcopolymeer

Copolymeren zijn  synthetische polymeren, die uit verschillende soorten monomeren zijn opgebouwd. Op die manier kunnen polymeren met andere, en voor bepaalde toepassingen geschiktere, eigenschappen geproduceerd worden. Er zijn vijf soorten copolymeren:
- statistische of "random" copolymeren: de opeenvolgende, verschillende monomeren wisselen elkaar willekeurig af;
- gradiëntcopolymeren: de verhouding tussen de monomeren verandert gradueel;
- afwisselende copolymeren: de monomeren wisselen elkaar beurtelings af;
- blokcopolymeren: grotere blokken van elk monomeer wisselen elkaar af;
- entcopolymeren: kortere ketens van het ene monomeer zitten geënt op een doorlopende keten van het andere monomeer.

De laatste twee soorten worden gebruikt als compatibilisatoren, om twee niet-mengbare polymeren toch te kunnen mengen.
Een veel gebruikt copolymeer is ABS: Acrylonitril butadieen styreen. Het wordt onder andere gebruikt in telefoontoestellen.
Blokcopolymeren kunnen ook gebruikt worden om emulsies te stabiliseren. Blokcopolymeren worden zodanig gesynthetiseerd dat een deel van de molecule meer hydrofiel en een deel meer lipofiel is. Door telkens structureel gedeeltelijk te adsorberen aan de emulsiedruppels, zullen de loops (de in de uitwendige fase uitstulpende stukken) zorgen voor sterische hinder, indien twee druppels elkaar naderen (hoe groter de loops, hoe beter de stabiliteit). Hierdoor wordt voorkomen dat die twee druppels coalesceren.